# برايان أندرسون (لاعب كرة قاعدة)
برايان أندرسون (بالإنجليزية: Brian Anderson)‏ هو لاعب كرة قاعدة أمريكي، ولد في 26 أبريل 1972 في بورتسموث في الولايات المتحدة.

## وصلات خارجية
- برايان أندرسون (لاعب كرة قاعدة) على موقع دوري كرة القاعدة الرئيسي (الإنجليزية)
- برايان أندرسون (لاعب كرة قاعدة) على موقعبيزبول رفرنس.كوم (الدوري الرئيسي) (الإنجليزية)
- برايان أندرسون (لاعب كرة قاعدة) على موقعبيزبول رفرنس.كوم (الدوري الثانوي) (الإنجليزية)
- برايان أندرسون (لاعب كرة قاعدة) على موقع إي إس بي إن.كوم (أم.أل.بي) (الإنجليزية)
- برايان أندرسون (لاعب كرة قاعدة) على موقع مشجعي الرسوم البيانية (الإنجليزية)